# Classe Forrestal
Le portaerei classe Forrestal hanno rappresentato un passo avanti nella progettazione delle portaerei USA, realizzate negli anni '50 con un dislocamento di circa 57.000 tonnellate, e rimaste in servizio per i 40 anni successivi. Sono oggi considerate le portaerei che diedero una svolta all'evoluzione di queste navi. Per questo motivo si sono guadagnate l'appellativo di Supercarrier (ovvero Superportaerei).

## Caratteristiche principali e innovazioni
La classe Forrestal è stata la classe di transizione da portaerei convenzionali a portaerei nucleari per la US Navy. Sebbene le navi della classe Forrestal siano mosse da motori convenzionali, presentano molte caratteristiche simili alle moderne portaerei. Una di queste è il grande ponte di volo, che permetteva di avere molta più capacità di carico e quindi molti più aerei, circa 100, rispetto ai 90 della Classe Midway e gli 80 della Classe Essex. Un'altra innovazione furono gli ascensori migliorati che davano più sicurezza nella discesa nell'hangar. Vennero anche introdotte due nuove catapulte che aumentarono le capacità di far decollare aerei uno dopo l'altro.
Le antenne posizionate sull'isola erano abbattibili, per permettere alle navi di passare sotto il ponte di Brooklyn.

## Unità della classe
|                      | Impostata     | Varata         | Commissionata | Decommissionata | Stato                             |
| -------------------- | ------------- | -------------- | ------------- | --------------- | --------------------------------- |
| Forrestal (CV-59)    | 1952 luglio   | 1954 dicembre  | 1955 ottobre  | 1993 settembre  | Demolita a Brownsville Texas 2014 |
| Saratoga (CV-60)     | 1952 dicembre | 1955 ottobre   | 1956 aprile   | 1994 agosto     | Demolita a Brownsville Texas 2014 |
| Ranger (CV-61)       | 1954 agosto   | 1956 settembre | 1957 agosto   | 1993 luglio     | Demolita a Brownsville Texas 2015 |
| Independence (CV-62) | 1955 luglio   | 1958 giugno    | 1959 gennaio  | 1998 settembre  | Demolita a Brownsville Texas 2017 |